# Storia di un italiano
Storia di un italiano è stato un programma televisivo ideato e condotto da Alberto Sordi, andato in onda su Rai 2 la domenica in prima serata, e trasmesso in più edizioni tra il 1979 e il 1986.
Autori del programma erano, oltre a Sordi, anche Giancarlo Governi, Rodolfo Sonego e Tatiana Morigi. La direzione musicale era a cura di Piero Piccioni. Del programma furono prodotte quattro edizioni (due nel 1979, una nel 1981 e una nel 1986). La prima puntata fu trasmessa il 18 marzo 1979, l'ultima il 6 aprile 1986.

## Descrizione
Il programma racconta attraverso brani di film interpretati da Alberto Sordi, la storia di costume italiano del Novecento, mettendo in risalto, come caratteristica dei film dello stesso attore, vizi e virtù degli italiani. Tra una sequenza ed un'altra filmati di repertorio introduttivi o di collegamento, per esempio da cinegiornali o servizi giornalistici entrambi d'epoca.
La storia esordisce con un Sordi personaggio secondario in Quei temerari sulle macchine volanti, un film britannico del 1965 sui pionieri dell'aviazione agli inizi del Novecento, per proseguire nel tragicomico La grande guerra, dove il suo personaggio, fucilato dagli Austriaci, "resuscita" in un film sull'avvento del fascismo.
L'attore si concede talvolta la licenza di mutare dei dialoghi originali per adattarli con altri filmati, per esempio la scena dell'aeroporto londinese in Fumo di Londra ed un documentario dei Beatles che li ritrae scendere da un aereo, quindi un fittizio saluto di Sordi al celebre gruppo.
La sigla del programma è il brano O rugido do Leao, di Piero Piccioni, tema principale del film Finché c'è guerra c'è speranza.

## Edizioni
| Edizione | Anno | Periodo                  | Puntate |
| -------- | ---- | ------------------------ | ------- |
| I        | 1979 | 18 marzo - 22 aprile     | 6       |
| II       | 1979 | 4 novembre - 12 dicembre | 6       |
| III      | 1981 | 19 aprile - 7 giugno     | 8       |
| IV       | 1986 | 26 gennaio - 6 aprile    | 11      |